# Aulis
Aulis  è un nome proprio di persona finlandese maschile.

## Varianti
- Femminili: Aulikki[2]
  - Ipocoristici: Auli[2]

## Origine e diffusione
Riprende un termine finlandese che significa "volenteroso", "disponibile", "collaborativo", "d'aiuto".

## Onomastico
Il nome è adespota, cioè non è portato da alcun santo, quindi l'onomastico si festeggia il 1º novembre, giorno di Ognissanti. Un onomastico laico è festeggiato il giorno 16 agosto in Finlandia ed Estonia.

## Persone

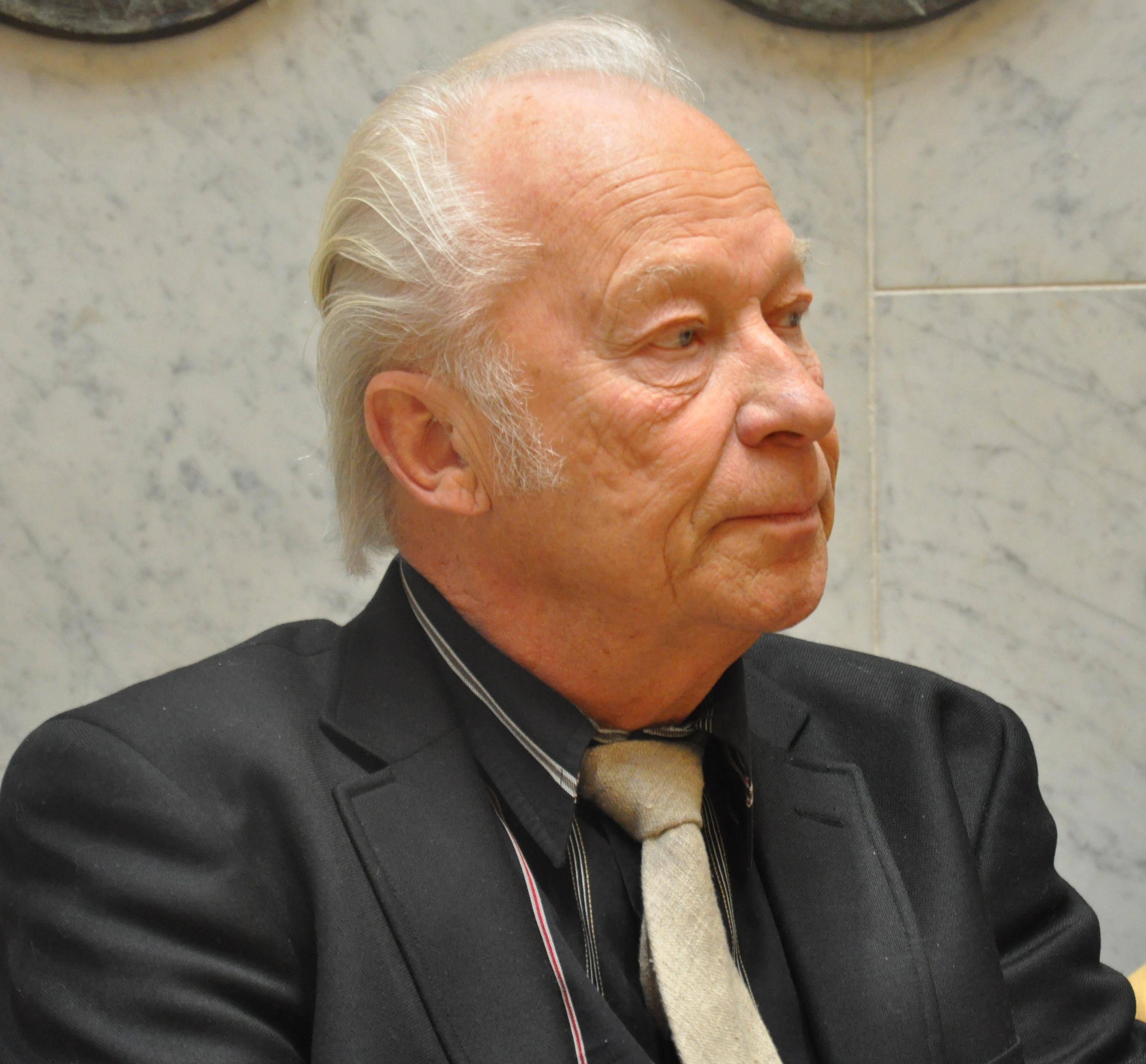
Aulis Sallinen

- Aulis Akonniemi, pesista finlandese
- Aulis Kallakorpi, saltatore con gli sci finlandese
- Aulis Koponen, calciatore finlandese
- Aulis Rytkönen, calciatore e allenatore di calcio finlandese
- Aulis Sallinen, compositore finlandese